# Eupithecia atlanticata
Eupithecia atlanticata är en fjärilsart som beskrevs av Rudolf Pinker 1969. Eupithecia atlanticata ingår i släktet Eupithecia och familjen mätare. Inga underarter finns listade i Catalogue of Life.